# Archieparchia
Archieparchia (z gr. "arche" - pierwszeństwo) – jednostka terytorialna administracji kościelnej we wschodnim chrześcijaństwie, wyższej rangi niż eparchia, podległa metropolicie (odpowiednik zachodniej archidiecezji).  

## Polski Autokefaliczny Kościół Prawosławny
Polski Autokefaliczny Kościół Prawosławny używa terminu archidiecezja. 

## Katolickie Kościoły wschodnie
Tworzenia archieparchii, ich likwidacji i organizacji w katolickich Kościołach wschodnich dokonywał papież. Po okresie przejściowym od 1957, kiedy to zatwierdzał jedynie działania patriarchów i ich synodów, II Sobór Watykański zdecydował, że ustanawia ponownie archieparchie w kościołach niemających organizacji patriarszej. W pozostałych decyduje patriarcha i synod prowincjonalny. W kościołach wschodnich tytuł archieparcha jest stosowany zamiennie, albo też razem z tytułem biskup.